# Grandfather Cuts Loose the Ponies
Grandfather Cuts Loose the Ponies, ou parfois Wild Horse Monument, est un ensemble de sculptures en plein air situées près de Vantage dans l'État de Washington, aux États-Unis.
Créées par l'artiste David Govedare en 1989-1990, les sculptures représentent quinze chevaux de métal qui semblent galoper sur une crête dominant le fleuve Columbia.
Présenté comme un cadeau pour le centenaire de l'État de Washington, il s'agit à l'origine d'un mémorial pour les chevaux sauvages qui parcouraient autrefois la région.